# Valsa syringae
Valsa syringae är en svampart som beskrevs av Nitschke 1870. Valsa syringae ingår i släktet Valsa och familjen Valsaceae.   Inga underarter finns listade i Catalogue of Life.